# Kevin Möhwald
Kevin Möhwald (* 3. Juli 1993 in Erfurt) ist ein deutscher Fußballspieler, der bei der KAS Eupen unter Vertrag steht.

## Karriere
Möhwald erlernte das Fußballspielen in der E-Jugend von Rot-Weiß Erfurt. In der B-Jugend spielte er 2009/10 in der Junioren-Bundesliga und kam auch einmal in der A-Jugend zum Einsatz. Diese stieg zwar in jener Saison ab, schaffte aber im Jahr darauf mit ihm den direkten Wiederaufstieg.
Der defensive Mittelfeldspieler bekam früh einen längerfristigen Fördervertrag, und in seinem letzten Jugendjahr wurde er bereits mit der Trikotnummer 14 in den Profikader der Drittligamannschaft aufgenommen. Einige Male saß er bereits in der Saison 2010/11 auf der Ersatzbank. Am letzten Spieltag vor der Winterpause der Saison 2011/12 kam er im Thüringenderby gegen den FC Carl Zeiss Jena als Einwechselspieler zu seinem ersten Profieinsatz. In der Rückrunde spielte er zweimal für die Oberligamannschaft und wurde an vier der letzten fünf Saisonspieltage auch noch einmal in die Profimannschaft eingewechselt. In der Saison 2012/13 gehörte er zum festen Stamm der Profimannschaft und absolvierte 35 der 38 Spiele. 2013/14 stand er in den ersten zwölf Spielen in der Startelf und wurde daraufhin im Oktober 2013 in den Kader der Deutschen U-20-Nationalmannschaft zum Vier-Nationen-Turnier in den Niederlanden berufen; er kam in den Spielen gegen die Niederlande und Tschechien zum Einsatz.
Zur Saison 2015/16 wechselte er ablösefrei zum 1. FC Nürnberg. Sein Pflichtspieldebüt für den Club gab er am 1. Spieltag bei der 3:6-Niederlage gegen den SC Freiburg als Rechtsverteidiger. Dabei erzielte er auch gleich sein erstes Zweitligator zum zwischenzeitlichen 4:1. Am Ende der Saison landeten die Franken auf dem dritten Platz. Die damit verbundene Relegation verlor man allerdings gegen Eintracht Frankfurt. Am Ende der Saison 2017/18 stieg Möhwald mit dem 1. FC Nürnberg als Vize-Meister in die Fußball-Bundesliga auf.
Gleichwohl wechselte er zur Saison 2018/19 ablösefrei zu Werder Bremen, wo er einen Dreijahresvertrag unterzeichnete. Für Bremen erzielte er am 7. Dezember 2018, dem 14. Spieltag, beim 3:1-Heimsieg gegen Fortuna Düsseldorf seinen ersten Bundesligatreffer.
Zur Saison 2021/22 stieg Werder in die 2. Bundesliga ab. Ende August 2021 wechselte Möhwald kurz vor Ende des Transferfenster zurück in die Bundesliga zum 1. FC Union Berlin. Dort kam er als Ergänzungsspieler anfangs noch auf 19 wettbewerbsübergreifende Pflichtspieleinsätze, ehe er in der Saison 2022/23 kein einziges Mal mehr im Spieltagskader stand. Im Juni 2023 wechselte er daher zum belgischen Erstligisten KAS Eupen, bei dem er einen Vertrag mit einer Laufzeit von drei Jahren unterschrieb. Bei der KAS Eupen trifft er dabei auf seinen ehemaligen Trainer Florian Kohfeldt, der sich jedoch infolge einer fast ununterbrochenen Serie an Misserfolgen nur sehr kurz in Eupen halten konnte.
Möhwald bestritt insgesamt in der Saison 2023/24 22 von 36 möglichen Ligaspiele für Eupen, in denen er ein Tor schoss. Die Saison endete mit dem Abstieg der KAS Eupen in die Division 1B.

## Erfolge
- Aufstieg in die A-Junioren-Bundesliga 2011 mit Rot-Weiß Erfurt
- Aufstieg in die Fußball-Bundesliga 2018 mit dem 1. FC Nürnberg